# Слуп-Кольонія
Слуп-Кольонія (пол. Słup-Kolonia) — село в Польщі, у гміні Шульбоже-Велькі Островського повіту Мазовецького воєводства.
Населення — 54 особи (2011).
У 1975-1998 роках село належало до Ломжинського воєводства.

## Демографія
Демографічна структура станом на 31 березня 2011 року:
|          | Загалом | Допрацездатний вік | Працездатний вік | Постпрацездатний вік |
| -------- | ------- | ------------------ | ---------------- | -------------------- |
| Чоловіки | 28      | 2                  | 22               | 4                    |
| Жінки    | 26      | 4                  | 15               | 7                    |
| Разом    | 54      | 6                  | 37               | 11                   |